# 縱紋海豬魚
縱紋海豬魚，為輻鰭魚綱鱸形目隆頭魚亞目隆頭魚科的其中一種，分布於西太平洋區，包括菲律賓、印尼、琉球群島、帛琉等海域，棲息深度1-15公尺，體長可達19公分，棲息在珊瑚礁、潟湖海域，生活習性不明。